# Colestilan

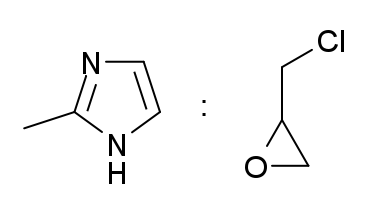
De bouwstenen van colestilan: 2-methyl-1H-imidazool (links) en epichloorhydrine (rechts)

Colestilan (INN) of colestimide is een copolymeer van epichloorhydrine en 2-methyl-1H-imidazool.
Het is een ionenwisselaar die in de geneeskunde wordt gebruikt als fosfaatbinder; het remt de reabsorptie van galzuren. Het wordt voorgeschreven bij patiënten met chronische nierinsufficiëntie die dialyse ondergaan. Zulke patiënten kunnen hyperfosfatemie vertonen, waarbij het fosfaat niet uit het lichaam geëlimineerd wordt. Als colestilan tijdens of vlak na de maaltijd wordt ingenomen, hecht het zich in de darmen aan het fosfaat uit het voedsel, en verhindert zo dat het fosfaat wordt opgenomen door het lichaam.
Colestilan is ontworpen door het Japanse Mitsubishi Pharma, dat het de merknaam BindRen heeft gegeven. BindRen is in de Europese Unie toegelaten sedert 21 januari 2013.